# Palmulacypraea
Palmulacypraea is een geslacht van weekdieren uit de klasse van de Gastropoda (slakken).

## Soorten
- Palmulacypraea boucheti (Lorenz, 2002)
- Palmulacypraea katsuae (Kuroda, 1960)
- Palmulacypraea musumea (Kuroda & Habe, 1961)
- Palmulacypraea omii (Ikeda, 1998)